# Asteroid de tip R
Asteroizi de tip R sunt asteroizi din centura internă moderat luminoși, relativ nerăspândiți care sunt spectral intermediari între V și asteroizi de tip A.  Spectrul arată caracteristici distincte de olivină și piroxenă la 1 și 2 micrometri, cu o posibilitate de plagioclază. Mai puțin de 0.7 μm spectrul este foarte roșiatic.
Misiunea IRAS a clasificat 4 Vesta, 246 Asporina, 349 Dembowska, 571 Dulcinea și 937 Bethgea ca tipul R; totuși, reclasificarea Vestei, ca arhetip V, este discutabilă. Din aceste corpuri, doar 349 Dembowska este recunoscut ca fiind de tip R când toate lungimile de undă sunt luate în considerație.

## Listă
La data de Februarie 2019, minim 5 asteroizi au fost clasificați ca tipul R:
| Denumirea                                                  | Clasă              | Diam.     | Referințe |
| ---------------------------------------------------------- | ------------------ | --------- | --------- |
| 349 Dembowska                                              | centura principală | 139.77 km | mpc · †   |
| 1904 Massevitch                                            | centura principală | 13.503 km | mpc · †   |
| 2371 Dimitrov                                              | centura principală | 7.465 km  | mpc · †   |
| 5111 Jacliff                                               | centura principală | 6.447 km  | mpc · †   |
| (257838) 2000 JQ66                                         | Amor               | 0.78 km   | mpc · †   |
| Diametru: doar estimări medii; pot să se schimbe cu timpul |                    |           |           |